# Огя
Огя (др. кырг. 𐰇𐰏𐰂, Ögä, др. уйг. 𐰇𐰏𐰀, Üge), также Иль Огэси (др. кырг. 𐰄𐰠:𐰇𐰏𐰂𐰾𐰄, Il Ögäsi) — должность, равнозначная премьер-министру или канцлеру, использовавшаяся енисейскими кыргызами и древними уйгурами.

## Этимоголия
Российский лингвист О. А. Мудрак отмечал, что слово «огя» сходно по звучанию с индийским титулом «огу», использовавшийся в государстве Лоулань. Само же слово по фонетическому составу не является индийским, происхождение слова неясно. Существуют и другие похожие слова в других языках. Так, в фарси существует слово «аğa», которое проникло из турецкого языка не раньше XIV—XV веков, в индийском «аgha» (господин, хозяин, повелитель), похожее и в тибетском — «дядя, брат отца».

## У Махмуда Кашгари
Лексикограф государства Караханидов — Махмуд Кашгари, обратил внимание на слово «огя» в своем труде «Диван лугат ат-турк». Он дал следующее толкование титула: 
Ака — титул умного, возмужалого, умудренного жизнью человека из народа, по чину он следует за Тикином. С этим [словом] связана следующая история: когда Зу-л-Карнайн прибыл в Син, царь тюрок выслал ему навстречу отряд, состоящий сплошь из юнцов, чтобы они с ним сразились. Его вазир сказал: „Ты отправляешь к нему юнцов. Хорошо бы было, если бы с ними был возмужалый человек, в годах, искусственный в битвах”. Он сказал: „ука”, т. е. „возмужалый”.
В другом же месте он приводил это слово в качестве примера на отглагольное словообразование: ö - обдумывать, осмысливать (что-л.)' + афф. -gä > ögä — как выразился Кашгари: «звание, которое дается очень умному [человеку]». Так, Махмуд Кашгари показывает бесспорно тюркский характер слова «огя» и высокую иерархичность титула, ставя его вслед за каганом, беком или тегином.

## В енисейских письменных памятниках
Слово «огя» встречается в 6-7 памятниках древнекыргызской письменности на территории Тывы и Хакасии. Так, на памятниках упоминаются различные государственные деятели, носившие этот титул: Калыктык Инал-оге, Бег Тархан Оге Тириг, Кёмюль-огя, Кюлюг Йиген и так далее.
Примеры памятников с упоминанием титула «огя»:
Е-49 Бай-Булун II:
- Мое имя (и звание) мужа-воина: Я — Калыктык Ынал-оге

Е-45 Кёжээлиг-Хову:
- Мое мужское имя — Огя (народа) кюмюлей... в тридцать лет я стал первым министром. Сорок лет я держал государство.

Е-26 Очуры:
- Первый министр государства, доверенный мудрец ириг, я умер.

Е-13 Чаа-Холь I:
- Я служил моему Оге-правителю, посланцу [центральной власти].

Е-53 Элегест III:
- Я — Бег Тархан Оге Тириг. Жаль, — о, моя страна, мой хан!

Е-59 Хербис-Баары:
- Моему отцу, беку народа, [я служил в должности] первого министра-оге

Е-100 Баян-Кол:
- Мой отец огя-бек, приобретший...